# Walter Röll
Walter Röll (* 10. Mai 1937 in Berlin; † 25. Dezember 2016 in Trier) war ein deutscher germanistischer Mediävist und Jiddist.

## Leben
Er wurde 1962 an der Universität Hamburg promoviert und 1969 habilitiert. Bereits als wissenschaftlicher Assistent fasste er den Plan, das Jiddische stärker in der universitären Forschung und Lehre zu verankern. Ausgelöst wurde sein besonderes Interesse durch die Entdeckung einer Schrift Solomon Birnbaums, der bereits von 1922 bis 1933 an der Universität Hamburg Jiddisch gelehrt hatte. Röll trat zu Birnbaum, der im Londoner Exil lebte, in Kontakt. Dieser ermutigte ihn, die Erforschung des Jiddischen in Deutschland voranzutreiben.
1970 wurde Röll auf eine ordentliche Professur für Ältere deutsche Philologie an der neugegründeten Universität Trier berufen. Im Sommer 1976 veranstaltete er das erste wissenschaftliche Jiddisch-Symposium der Nachkriegszeit in Deutschland. Im Wintersemester 1985/1986 gelang es Röll im Verbund mit der germanistischen Linguistik, die Jiddistik an der Universität Trier als eigene Fachrichtung zu etablieren. Dass im Jahr 1990 dort ein eigener Lehrstuhl für Jiddistik eingerichtet wurde, geht auf sein anhaltendes Engagement zurück. 2002 wurde er emeritiert. Rölls letztes Forschungsprojekt, die Edition einer mittelhochdeutschen Version der Gesta Romanorum, konnte er nicht mehr vollenden.
Zu seinen Forschungsgebieten zählten unter anderem die Gesta Romanorum, Oswald von Wolkenstein sowie altjiddische Lexikographie.

## Schriften
- Studien zu Text und Überlieferung des sogenannten Jüngeren Titurel. Winter, Heidelberg 1964. (Zugleich: Dissertation)
- Vom Hof zur Singschule – Überlieferung und Rezeption eines Tones im 14.–17. Jahrhundert. Winter, Heidelberg 1976, ISBN 3-533-02476-8. (Zugleich: Habilitationsschrift)
- Oswald von Wolkenstein (= Erträge der Forschung. Band 160). WBG, Darmstadt 1981, ISBN 3-534-07073-9.
- als Herausgeber mit Hans-Peter Bayerdörfer: Auseinandersetzungen um jiddische Sprache und Literatur. Jüdische Komponenten in der deutschen Literatur – die Assimilationskontroverse (= Kontroversen, alte und neue. Band 5). Niemeyer, Tübingen 1986, ISBN 3-484-10529-1.
- mit Kurt Gärtner, Christoph Gerhardt, Jürgen Jaehrling, Ralf Plate, Erika Timm: Findebuch zum mittelhochdeutschen Wortschatz. S. Hirzel, Stuttgart 1992. (Digitalisat)
- als Herausgeber: Die jiddischen Glossen des 14.–16. Jahrhunderts zum Buch „Hiob“ in Handschriftenabdruck und Transkription. Niemeyer, Tübingen 2002, ISBN 3-484-36052-6. (2 Bände)